# Campus Landau
Der Campus Landau ist einer von zwei Campus der seit 2023 existierenden Doppeluniversität Rheinland-Pfälzischen Technische Universität Kaiserslautern-Landau.

## Lage
Der Campus befindet sich im Nordwesten der Kernstadt inmitten der Fortanlagen. Neben diesem Hauptcampus gibt es zugehörige Außenstellen am Universitätsstandort Landau. Insgesamt gibt es 14 solcher Außenstellen. Diese Außenstellen befinden sich beispielsweise im Frank-Loebschen Haus, wo die ebenfalls von der Universität betriebene Friedensakademie Rheinland-Pfalz untergebracht ist, im Gebäude der einstigen Landauer Volksbank, in der ehemaligen französischen Schule, im Reduit und in der Roten Kaserne. Zudem zählen acht außerschulische Lernorte zum Campus in Landau.

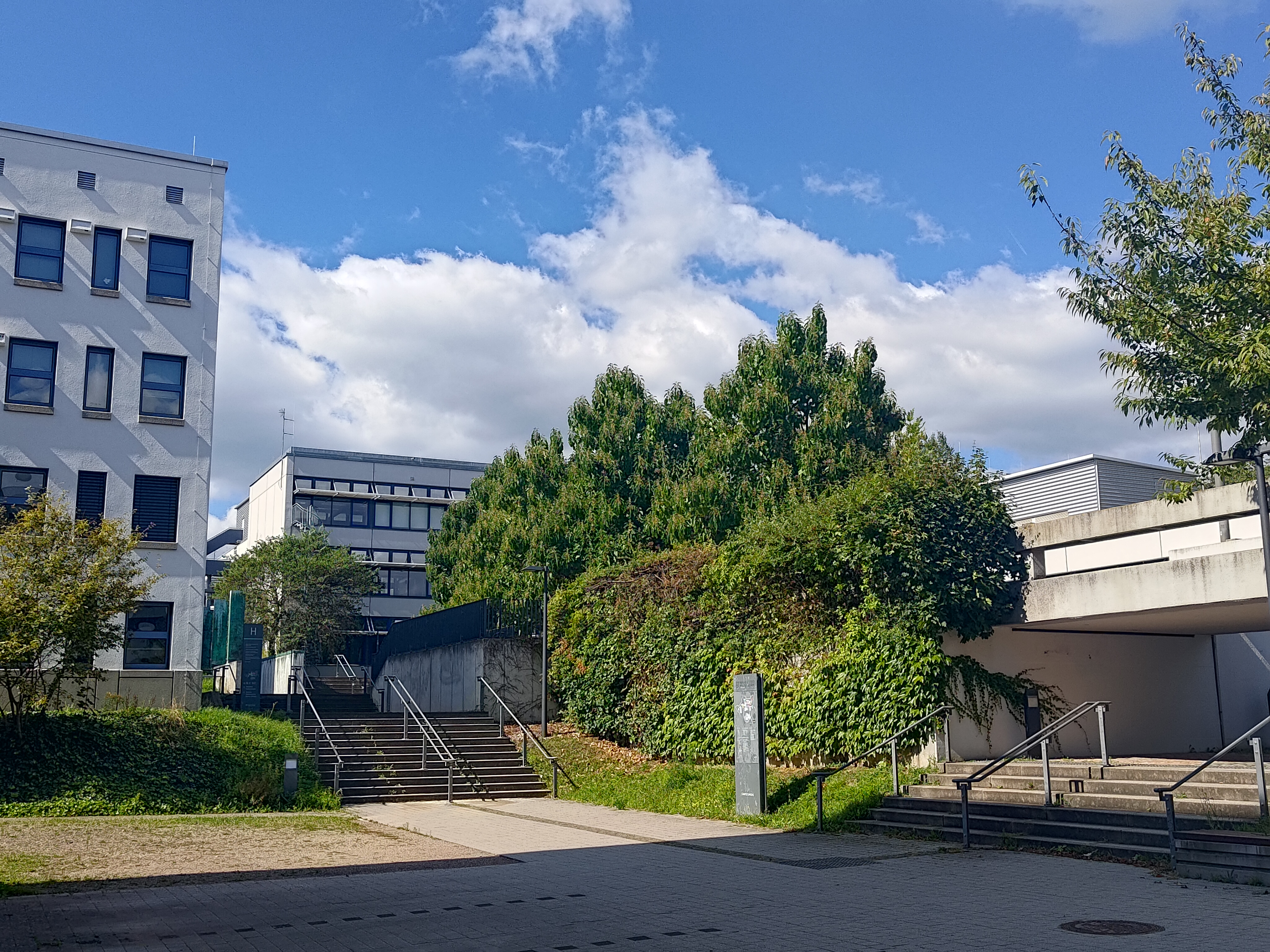
Blick auf die Gebäude H und C am Campus Landau
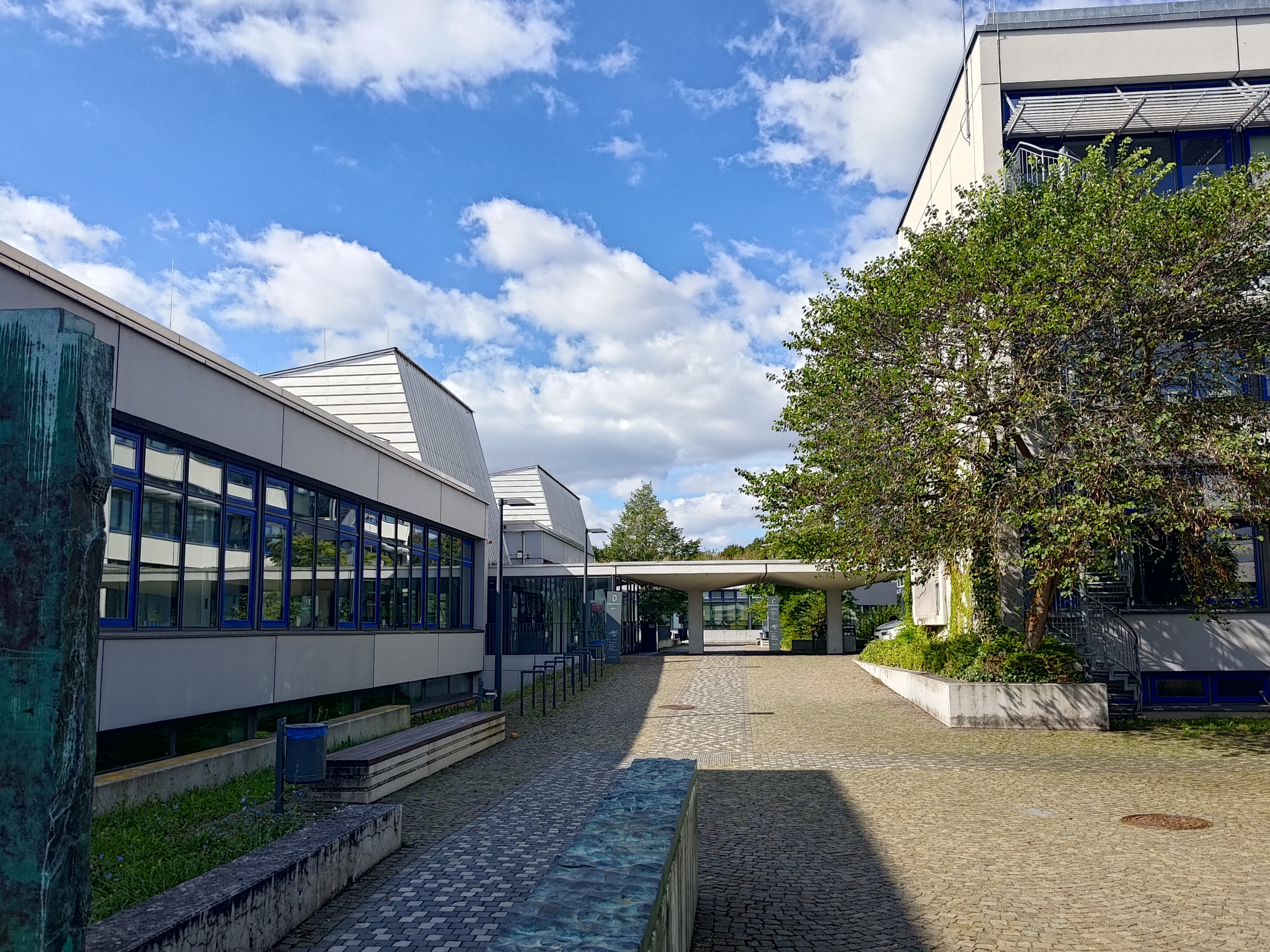
Blick auf die Gebäude D und C am Campus Landau

## Geschichte
In der 1969 gegründeten Erziehungswissenschaftlichen Hochschule Rheinland-Pfalz (EWH) war der Universitätscampus in Landau einer von mehreren Hochschulstandorten neben bspw. anderen in Koblenz, Mainz und Worms. Am 1. Oktober 1990 wurde aus den zwei Hochschulstandorten Koblenz und Landau der EWH die Universität Koblenz-Landau gegründet. 1992 wurde dem Campus Landau das zuvor an der Johannes Gutenberg-Universität Mainz befindliche Institut für Sonderpädagogik angegliedert. Die von 1990 bis 2022 bestehende Universität Koblenz-Landau war die einzige Universität in Deutschland, die an zwei unterschiedlichen Städten untergebracht war, die zudem in größerer Räumlicher Distanz zueinander standen. Deshalb wurde 2019 beschlossen, sie aufzutrennen. Der Campus Koblenz bildet seit 2023 die eigenständige Universität Koblenz, während der Campus Landau mit der Technischen Universität Kaiserslautern zur Rheinland-Pfälzische Technische Universität Kaiserslautern-Landau fusionierte.

## Besonderheiten
Der Campus bildet eine Partneruniversität mit der Murdoch University. Das am Campus befindliche Zentrum für empirische pädagogische Forschung veröffentlicht regelmäßig das Bildungsbarometer und betreibt den Verlag Empirische Pädagogik sowie die Fachzeitschrift Pädagogische Rundschau. In Kooperation mit dem Zoo Landau in der Pfalz betreibt er die Zooschule Landau.